# Astrofísica atómica y molecular

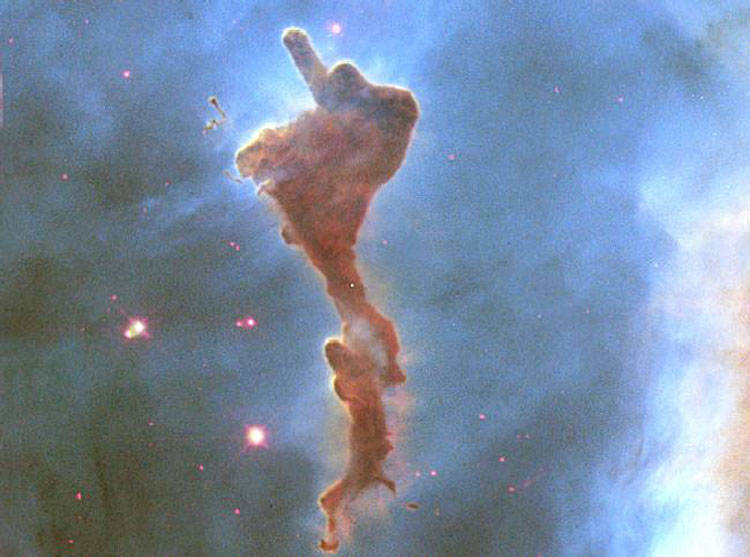
En unos pocos millones de años, la luz de las estrellas brillantes habrá evaporado esta nube molecular de gas y polvo. La nube se ha desprendido de la Nebulosa Carina. Las estrellas recién formadas son visibles cerca, sus imágenes enrojecidas por la luz azul se dispersan preferentemente por el polvo penetrante. Esta imagen abarca aproximadamente dos años luz y fue tomada por el telescopio espacial Hubble en órbita en 1999.

La astrofísica atómica se ocupa de realizar cálculos de física atómica que serán útiles para los astrónomos y de utilizar datos atómicos para interpretar observaciones astronómicas. La física atómica juega un papel clave en la astrofísica, ya que la única información de los astrónomos sobre un objeto en particular proviene de la luz que emite, y esta luz surge a través de las transiciones atómicas. 
La astrofísica molecular, desarrollada en un campo de investigación riguroso por el astroquímico teórico Alexander Dalgarno a partir de 1967, se refiere al estudio de la emisión de moléculas en el espacio. Actualmente hay 110 moléculas interestelares conocidas. Estas moléculas tienen un gran número de transiciones observables. Las líneas también se pueden observar en la absorción, por ejemplo, las líneas muy desplazadas hacia el rojo observadas contra el cuásar con lente gravitacional PKS1830-211. La radiación de alta energía, como la luz ultravioleta, puede romper los enlaces moleculares que retienen los átomos en las moléculas. En general, las moléculas se encuentran en ambientes astrofísicos fríos. Los objetos más masivos en nuestra galaxia son nubes gigantes de moléculas y polvo conocidas como nubes moleculares gigantes. En estas nubes, y en versiones más pequeñas de ellas, se forman estrellas y planetas. Uno de los principales campos de estudio de la astrofísica molecular es la formación de estrellas y planetas. Sin embargo, las moléculas se pueden encontrar en muchos entornos, desde atmósferas estelares hasta satélites planetarios. La mayoría de estos lugares son relativamente fríos, y la emisión molecular se estudia más fácilmente a través de fotones emitidos cuando las moléculas hacen transiciones entre estados de baja energía de rotación. Una molécula, compuesta por los abundantes átomos de carbono y oxígeno, y muy estable contra la disociación en átomos, es el monóxido de carbono (CO). La longitud de onda del fotón emitido cuando la molécula de CO cae de su estado excitado más bajo a su estado cero de energía, o tierra, es de 2.6 mm, o 115 gigahercios. Esta frecuencia es mil veces mayor que las frecuencias de radio FM típicas. A estas altas frecuencias, las moléculas en la atmósfera de la Tierra pueden bloquear las transmisiones desde el espacio, y los telescopios deben ubicarse en lugares secos (el agua es un importante bloqueador atmosférico). Los radiotelescopios deben tener superficies muy precisas para producir imágenes de alta fidelidad. 
El 21 de febrero de 2014, la NASA anunció una base de datos muy actualizada para el seguimiento de hidrocarburos aromáticos policíclicos (HAP) en el universo. Según los científicos, más del 20% del carbono en el universo puede estar asociado con HAP, posibles materiales de partida para la formación de la vida. Los HAP parecen haberse formado poco después del Big Bang, están muy extendidos en todo el universo y están asociados con nuevas estrellas y exoplanetas.